# Curva algébrica
Em geometria algébrica, uma curva algébrica é uma variedade algébrica de dimensão um. A teoria destas curvas em geral foi completamente desenvolvida no século XIX, após muitos exemplos particulares terem sido considerados, iniciando com círculos e outras seções cônicas.

## Curvas algébricas planas
Uma curva algébrica definida sobre um corpo F pode ser considerada o local dos pontos em Fn determinados por n−1 funções polinomiais independentes em n variáveis com coeficientes em F, gi(x1, …, xn), onde a curva é definida por ajustar cada gi = 0.
Usando a resultante, nós podemos eliminar todas, exceto duas das variáveis, e reduzir a curva à curva plana equivalente birracional, f(x,y) = 0, ainda com coeficiente em F, mas usualmente de grau mais alto, e frequentemente possuindo singularidades adicionais. Por exemplo, eliminando z entre as duas equações x2+y2−z2 = 0 e x+2y+3z−1 = 0, as quais definem uma interseção de um cone e um plano em três dimensões, nós obteremos a seção cônica 8x2+5y2−4xy+2x+4y−1 = 0, a qual neste caso é uma elipse. Se nós eliminarmos z entre 4x2+y2−z2 = 1 e z = x2, nós obtemos y2 = x4−4x2+1, a qual é a equação de uma curva hiperelíptica.

## Curvas projetivas
É frequentemente desejável considerar que curvas são o local dos pontos no espaço projetivo. No conjunto de equações gi = 0, nos podemos substituir cada xk com xk/x0, e multiplicar por x0n, onde n é o grau de gi. Por este caminho nós obtemos funções polinomiais homogêneas, as quais definem a curva correspondente no espaço projetivo. Para uma curva algébrica plana nós temos uma única equação f(x,y,z) = 0, onde f é homogênea; por exemplo, a curva de Fermat {\displaystyle x^{n}+y^{n}+z^{n}=0} é uma curva projetiva.

## Campos de funções algébricas
O estudo de funções algébricas pode ser reduzido ao estudo de curvas algébricas irredutíveis. Até a equivalência birracional, existem categoricamente equivalente a corpos de funções algébricas. Um corpo de funçõs algébricas é um corpo de funções algébricas em uma variável K definida sobre um corpo dado F. Isto significa existir um elemento x de K o qual é transcendental sobre F, e tal que K é uma extensão algébrica finita de F(x), a qual é o corpo de funções racionais na indeterminada x sobre F.
Por exemplo, considerando o campo C dos números complexos, sobre os quais nós podemos definir o campo C(x) de funções racionais em C. Se y2 = x3−x−1, então o campo C(x,y) é um campo de funções elípticas. O elemento x não é unicamente determinado; o campo pode também ser considerado, por exemplo, como uma extensão de C(y). A curva algébrica corresponde à função é simplesmente o conjunto de pontos (x,y) em C2 satisfazendo y2 = x3−x−1.
Se o campo F não é algebricamente fechado, do ponto de vista de campo de funções é um pouco mais geral do que considerar o lugar dos pontos, desde que nós incluamos, por exemplo, "curvas" com nenhum ponto sobre elas. Se o campo base F é o campo R dos números reais, então x2+y2 = −1 define uma campo de extensão algébrica de R(x), mas a curva correspondente considerada como um lugar tem nenhum ponto em R. Entretanto, fazemos ter pontos definidos sobre o algebricamente fechado C de R.

## Curvas complexas e superfícies reais

Questões de gênero topológico, as "alças" e os "buracos de rosquinha".

Uma curva algébrica complexa projetiva reside em um espaço complexo projetivo n-dimensional CPn. Este tem dimensão complexa n, mas dimensão topológica, como uma variedade, 2n, e é compacto, conectado, e orientável. Uma curva algébrica do mesmo modo tem dimensão topológica dois; em outras palavras, é uma superfície. Uma não singular curva algébrica complexa projetiva n-dimensional irá então ser uma superfície suave orientável como uma variedade real, imersa em uma variedade real compacta de dimensões 2n a qual é CPn considerada como uma variedade real. O gênero topológico desta superfície, que é o número de "alças" ou "buracos de rosquinhas", é o gênero da curva. Por considerar a estrutura analítica complexa induzida sobre esta superfície compacta nós somos conduzidos à teoria das superfícies de Riemann compactas.

## Superfícies de Riemann compactas
Uma superfície de Riemann é um retículo analítico complexo conectado de uma dimensão complexa, o qual produz um retículo real conectado de duas dimensões. Ele é compacto se é compacto como um espaço topológico.
Existe uma tripla equivalência entre a categoria de curvas algébricas diferenciáveis projetivas sobre os números complexos, a categoria de superfícies de Riemann compactas, e a categoria de corpos de funções algébricas complexas, de modo que ao se estudar estes assuntos estamos em determinado sentido estudando a mesma coisa. Isto permite métodos analíticos complexos serem usados em geometria algébrica, e métodos geométrico-algébricos em análise complexa, e métodos teóricos de corpo serem usados em ambos, o que é característico de uma classe de problemas muito mais amplo do que curvas simples e superfícies de Riemann.

## Singularidades
Usando o intrínsico conceito de espaço tangente, pontos P sobre uma curva algébrica C são classificados como "diferenciáveis" ou "não-singulares", ou diferentemente singular. Dadas n−1 funções polinomiais homogêneas em n+1 variáveis, nós odemos encontrar a matriz Jacobiana como a matriz (n−1)×(n+1) de derivadas parciais. Se a característica desta matriz no ponto P sobre a curva tem o máximo valor de n−1, então o ponto é um ponto diferenciável. Em particular, se a curva é um curva algébrica projetiva plana, definido por uma única equação polinomial homogênea f(x,y,z) = 0, então os pontos singulares são precisamente os pontos P onde a característica da matriz 1×(n+1) é zero, isto é, onde
{\displaystyle {\frac {\partial f}{\partial x}}(P)={\frac {\partial f}{\partial y}}(P)={\frac {\partial f}{\partial z}}(P)=0.}
Desde que f é um polinômio, esta definição é puramente algébrica e não faz qualquer suposição sobre a natureza do corpo F, a qual em particular não necessita ser em números reais ou complexos. Convém recordar que, naturalmente, (0,0,0) não é um ponto da curva e consequentemente não é um ponto singular.
As singularidade de uma curva não são invariantes birracionais. Entretanto, localizar e classificar as singularidades de uma curva é um meio de calcular o gênero, o qual é um invariante birracional. Para isto funcionar, deve-se considerar a curva projetivamente e requer-se que F seja algebricamente fechada, de modo que todas as singularidades que pertencem à curva sejam consideradas.

### Classificação das singularidades

x^{3} = y^{2}

Pontos singulares incluem múltiplos pontos onde a curva cruza sobre si mesma, e também vários tipos de "cúspide"* (pontas), por exemplo ests mostradas pela curva com equação x3 = y2 em (0,0).
- O termo cúspide é usual em odontologia, por exemplo, onde significa exatamente ponta, extremidade contundente.

Uma curva C tem na maioria dos casos um número finito de pontos singulares. Se não tem pelo menos um, ela pode ser chamada difereniável ou não-singular. Para esta definição ser correta, nós devemos usar um corpo algebricamente fechado e uma curva C em espaço projetivo (i.e., completa no sentido de geometria algébrica).
Se, por exemplo, nós simplesmente olhamos em uma curva no plano real relacionado pode ser o módulo singular P a saliência, ou alternativamente como a soma de m(m−1)/2, onde m é a multiplicidade, sobre todos os infinitamente próximos pontos singulares Q situados sobre o ponto singular P. Intuitivamente, um ponto singular com invariante delta δ concentra δ pontos duplos ordinários em P.
O número de Milnor μ da singularidade é o grau do gradiente da função f(x,y)/|grad f(x,y)| sobre a pequena esfera de raio ε, no sentido do grau de uma função contínua topológico, onde grad f é o corpo vetor gradiente (complexo) de f. Ele é relacionado a δ e r pela fórmula de Milnor-Jung,
{\displaystyle \mu =2\delta -r+1}
Outra singularidade invariante digna de nota é a multiplicidade m, definada como o máximo inteiro tal que as derivadas de f de todas as ordens maiores a m desaparecem.
Calculando-se os invariantes delta de todas as singularidades permite-se que o gênero g da curva seja determinado; se d é o grau, então
{\displaystyle g={\frac {1}{2}}(d-1)(d-2)-\sum _{P}\delta _{P},}
onde a soma é tomada sobre todos os pontos singulares P da curva do plano projetivo complexo.
Singularidades podem ser classificadas pelo trio [m, δ, r], onde m é a multiplicidade, δ é o invariante delta, e r é o número de ramificação. Nestes termos, um cúspide ordinário é um ponto com invariantes [2,1,1] e um ponto duplo ordinário é um ponto com invariantes [2,1,2]. Um ponto n-múltiplo ordinário pode ser definido com aquele tendo invariantes [n, n(n−1)/2, n].